# Грицюк Анатолій Петрович
Анато́лій Петро́вич Грицю́к (нар. 2 січня 1955, с. Домашів, Ківерцівський район, Волинська область) — український політик. Голова Волинської обласної ради (12 травня 2006 — 18 листопада 2010). Член Радикальної партії Олега Ляшка РПЛ» Кандидат на посаду голови Ківерцівської ОТГ. 

## Біографічна довідка
У 1982 році закінчив Львівський сільськогосподарський інститут. За фахом — вчений-агроном.
Трудову діяльність Анатолій Петрович розпочав у 1974 році агрономом у колгоспі імені Чапаєва Ківерцівського району. У 1974–1976 роках проходив строкову військову службу. З 1981 року по 1983 рік — заступник голови колгоспу «Правда» в с. Суськ Ківерцівського району.
У 1983–1996 роках обіймав посаду голови колгоспу «Правда». З 1996 року по 1998 рік працював заступником начальника Волинської обласної заготівельної інспекції. 16 квітня 1998 року обраний головою Ківерцівської районної ради Волинської області, а в 2002 році він обійняв цю посаду вдруге. Член СелПУ (1998–1999).
Був депутатом обласної ради у 1994–1995 роках. Аспірант Інституту агроекології і біотехнології Української академії аграрних наук. З 12 травня 2006 року до 18 листопада 2010 року до був головою Волинської обласної ради. З листопада 2010 року — депутат Волинської обласної ради. Голова постійної комісії обласної ради з питань бюджету, фінансів та цінової політики.
На виборах до Верховної ради 2012 року кандидат у народні депутати у окрузі № 23.
Відомий своїми висловами, які у волинських ЗМІ називають «грицюкізмами».

### Сім'я
- Українець.
- Батько Петро Філімонович (1929-2016)
- Мати Горпина Іванівна (1933–1996).
- Дружина Лариса Яківна (1958).
- Дочка Іванна (1977) — учитель історії Жидичинської ЗОШ I–III ступеня.
- Дочка Оксана (1979) — медсестра Волинської обласної клінічної лікарні.
- Дочка Діана (1985).

## Нагороди
Почесна грамота Верховної Ради України (2005).